# Liste der Monuments historiques in Saint-Marcel-en-Marcillat
Die Liste der Monuments historiques in Saint-Marcel-en-Marcillat führt die Monuments historiques in der französischen Gemeinde Saint-Marcel-en-Marcillat auf.

## Liste der Objekte
| Bezeichnung                                              | Beschreibung                           | Standort                       | Kennzeichnung | Schutzstatus | Datum | Bild |
| -------------------------------------------------------- | -------------------------------------- | ------------------------------ | ------------- | ------------ | ----- | ---- |
| Holzvertäfelung, Kanzel und Zelebrantenstuhl             | 1769                                   | in der Kirche St-Marcel (Lage) | PM03001396    | Inscrit      | 1978  |      |
| Skulptur Madonna mit Kind                                | Holz, polychrom gefasst, 1769; im Chor | in der Kirche St-Marcel (Lage) | PM03001399    | Inscrit      | 1978  |      |
| Skulptur des heiligen Blasius (Foto in der Base Palissy) | Holz, polychrom gefasst, 1769; im Chor | in der Kirche St-Marcel (Lage) | PM03001397    | Inscrit      | 1978  |      |
| Skulptur des heiligen Marcel (Foto in der Base Palissy)  | Holz, polychrom gefasst, 1769; im Chor | in der Kirche St-Marcel (Lage) | PM03001398    | Inscrit      | 1978  |      |